# Cuza Vodă (gmina w okręgu Konstanca)
Cumpăna – gmina w Rumunii, w okręgu Konstanca. Obejmuje tylko jedną miejscowość Cuza Vodă. W 2011 roku liczyła 3586 mieszkańców.